# Рахманкул-хан
Рахманкул-хан (август 1913 — 6 августа 1990) — один из политических и военных деятелей, предводитель и правитель памирских, затем афганских, пакистанских и, наконец, турецких (ванских) киргизов. Его исторический образ трактовался неоднозначно, получив различные оценки в истории. С одной стороны, для представителей своего рода он выступал как борец за свободу и независимость памирских киргизов, с другой, для достижения своих целей он не гнушался грабежом, обманом и бандитизмом, в первую очередь по отношению к пограничным войскам СССР и КНР.

## Биография
Родился в августе 1913 года в памирском Мургабе, на территории нынешней Горно-Бадахшанской автономной области республики Таджикистан, тогда в составе Российской империи. Его отцом был Джапаркул — бывший тысячник кокандского хана Худояра. Джапаркул был из киргизского рода тейит, руководил мургабскими киргизами. В 1917 году, опасаясь гражданской войны, коллективизации и перехода на оседлость, Джапаркул вместе со своими подданными бежал в Ваханский коридор Афганского Памира (где к тому времени уже имелось автохтонное киргизское население).

## Приход во власть
В 1938 году, после смерти отца, в возрасте 25 лет, Рахманкул был провозглашён ханом афганских киргизов. Именно он сумел добиться от афганских властей ряда налоговых льгот и отмены воинской повинности в обмен на несение киргизами Памира пограничной службы на участке афганско-советской границы (где постоянно вступал в стычки с советскими пограничниками), а позднее и на афгано-китайской границе (которая была демаркирована в 1964 году).
Однако уже в 1948 году он добровольно и весьма неожиданно отрёкся от власти и в сопровождении 40 семей перебрался в СУАР на территории КНР, где провёл около 2-х лет. Позднее решил вернуться в Афганистан. Пригласив в гости китайских пограничников на смежной с Пакистаном территории Мин-Теке, Рахманкул убил их, захватил их оружие и вернулся на Малый Памир летом 1950 года, получив одобрение Закир-Шаха. Афганские киргизы с радостью встретили его и снова провозгласили его своим ханом.
В 1964 году Рахманкул-хан стал почётным членом Лойя Джирга — органа представительной власти Афганистана, в котором он представлял интересы киргизского меньшинства. В это же время он получил должность шахского наместника. На пике своего могущества Рахманкул владел большим количеством скота. Ему принадлежали более 70 тысяч баранов, более 2 тысяч яков, около 300 лошадей и верблюдов. Также он занимал обширные пастбища и контролировал караванные пути и торговлю через афганский Памир.
После Апрельской революции 1978 года Рахманкул со своей свитой в размере из более чем 1300 человек бежал в Пакистан, где провёл со своими подданными долгие 4 года, разделив с ними голод и лишения (падёж скота, эпидемии и т. д.). Попросил у правительства США политического убежища для себя и своих подданных на территории штата Аляска, но получил отказ. В августе 1982 года Рахманкул-хан с семьей и предводительствуемые им 293 семьи (1138 человек) киргизов на самолётах ООН были перевезены в Турцию, в провинцию Ван. Рахманкул-хан, помимо родного киргизского, хорошо знал также дари и пушту, в Пакистане изучал урду и английский. Скончался в больнице города Эрзерум (Турция) 6 августа 1990 года.